# Cantone di Saint-Amand-les-Eaux
Il Cantone di Saint-Amand-les-Eaux è una divisione amministrativa dell'Arrondissement di Valenciennes.
È stato costituito a seguito della riforma approvata con decreto del 17 febbraio 2014, che ha avuto attuazione dopo le elezioni dipartimentali del 2015.

## Composizione
Comprende i 19 comuni di:
- Bousignies
- Brillon
- Bruille-Saint-Amand
- Château-l'Abbaye
- Flines-lès-Mortagne
- Hasnon
- Hélesmes
- Lecelles
- Maulde
- Millonfosse
- Mortagne-du-Nord
- Nivelle
- Raismes
- Rosult
- Rumegies
- Saint-Amand-les-Eaux
- Sars-et-Rosières
- Thun-Saint-Amand
- Wallers